# Martin Luther Smith
Pour les articles homonymes, voir Martin Smith (homonymie) et Smith.
Martin Luther Smith (9 septembre 1819 - 29 juillet 1866) est un soldat américain et un ingénieur civil, servant comme major général dans l'armée des États confédérés. Smith est l'un des rares généraux natif des États nordistes à combattre pour la Confédération, parce qu'il l'a servi la plus grande partie du début de sa carrière militaire dans le Sud avec les ingénieurs topographes de l'armée des États-Unis, et a épousé une femme originaire d'Athens, en Géorgie. Il planifie et construit les défenses de Vicksburg.

## Avant la guerre
Smith naît à Danby, New York, où son père s'est établi après avoir quitté le Maine. En 1842, il est diplômé seizième de sa promotion de West Point de 56 étudiants, qui comprend vingt-deux futurs généraux de la guerre de Sécession dont James Longstreet, D. H. Hill, et Abner Doubleday,. Sa première affectation est en Floride, où il fait les relevés du terrain et dessine les cartes pour l'armée. En 1846, il épouse une femme de Géorgie et fonde ensuite une famille.
Il sert en tant qu'ingénieur au cours de la guerre américano-mexicaine, et est breveté pour son action dans la cartographie de la vallée de Mexico avant les assauts de Winfield Scott. Il retourne en Floride après la guerre. Il est promu de second lieutenant à premier lieutenant en 1853. Trois ans plus tard, il est promu capitaine. Il démissionne de l'armée le 1er avril 1861, pour se ranger du côté de la Confédération.

## Guerre de Sécession
Après avoir démissionné, il est nommé commandant du génie. En février 1862, Smith est nommé colonel du 21st Louisiana. Il sert sous les ordres du général David Twiggs à la Nouvelle-Orléans et commande une brigade d'infanterie tout en contribuant à préparer les défenses de la ville. Le 11 avril 1862, Smith est promu au brigadier général et est transféré de nouveau dans le génie. En mai, il prend la responsabilité de construire les défenses de Vicksburg, Mississippi, tout en étant à la tête d'une division. Après la chute de la ville en juillet 1863, il est capturé et est détenu comme prisonnier de guerre pendant sept mois.
Il est échangé au début de 1864 et est brièvement à la tête du corps d'ingénieurs pour l'ensemble de l'armée confédérée de mars jusqu'au mois d'avril, lorsqu'il devient ingénieur en chef de l'armée de Virginie du Nord. Plus tard, il occupe le même poste dans l'armée du Tennessee. Ingénieur en chef du département de l'Alabama, du Mississippi, et de la Louisiane orientale à la fin de la guerre, il prépare les défenses de Mobile, Alabama, sous le commandement de P. G. T. Beauregard. Il reste à Mobile jusqu'à ce que la ville tombe face aux forces de l'Union, et retourne ensuite chez lui à Athens, où il se rend en mai 1865.

## Après la guerre
Smith part s'installer à Savannah, en Géorgie, peu de temps après la fin de la guerre, et crée une entreprise de génie civil. Il meurt moins d'un an plus tard. Au moment de sa mort, il est ingénieur en chef du chemin de fer qui relie Selma, Alabama, à Dalton, Géorgie (chemin de fer de Selma, Rome et Dalton (en)). Il est enterré dans le cimetière d'Oconee Hill à Athens, en Géorgie.
Un buste du Général Smith est placé dans le parc militaire national de Vicksburg. Il a été sculpté en 1911 par Henry Hudson Kitson.